# Южноамериканский пальмовый бурильщик
Южноамериканский пальмовый бурильщик, пальмовый мотылёк или уругвайская огнёвка (лат. Paysandisia archon) — инвазивный вид бабочек из семейства кастний (Castniidae), один из двух видов в составе рода Paysandisia. Является вредителем пальм и пальмовых плантаций в странах, где произрастают данные культуры.

## Систематика
Вид был впервые описан в 1880 году (в некоторых источниках фигурирует ошибочная дата — 1879 год) под названием Casinia archon. Сделал это известный немецкий натуралист Карл Герман Конрад Бурмейстер (нем. Carl Hermann Conrad Burmeister; 1807—1892), который в то время работал директором и профессором в основанном им же естественноисторическом музее в Буэнос-Айресе. Там же сейчас хранятся и типовые экземпляры таксона (самка и самец).
В 1918 году французским энтомологом Константом Холбертом (фр. Constant Vincent Houlbert; 1857—1947) вид был выделен в состав монотипического рода Paysandisia (Houlbert, 1918). В 2014 году вышла работа, посвящённая филогении всего семейства кастний на основании морфологического анализа сходных признаков. В ней авторы также включили в состав рода Paysandisia второй вид — Paysandisia uruguayana (Burmeister, 1879), относимый ранее к роду Geyeria, после чего род Paysandisia перестал быть монотипическим.

## Описание
Размах крыльев самцов — 62—86 мм, самок — 68—98 мм, максимально до 110 мм. Передние крылья имеют оливковый либо серо-буроватый оттенок, переходящий по краям в бархатисто-коричневый. Задние крылья оранжево-красного цвета с широким чёрным полем, прерывающимся шестью белыми или желтовато-белыми пятнами. Половой диморфизм выражен слабо: самки несколько крупнее самцов, также отличаются заметным яйцекладом длиной 15—20 мм в вытянутом состоянии. Усики булавовидные.
Бабочки активны в светлое время суток. В покое складывают крылья крышеобразно.
|                        |  |                       |  |                       |  |                       |
| Нижняя сторона крыльев |  | Голова крупным планом |  | Самец на листе пальмы |  | Самка на листе пальмы |

## Ареал и инвазия
Природный ареал включал территорию Аргентины, Уругвая, Бразилии и Парагвая (Южная Америка). В естественной среде обитания плотность популяции вида весьма низкая, и он преимущественно рассматривается как не часто встречающийся вид.
В промежутке между 1992 и 1998 годами произошла непреднамеренная инвазия на юге Франции, вероятно, с посадочным материалом пальм Butia yatay и Trithrinax campestris из Аргентины. Затем вид начал быстро распространяется вдоль побережья Средиземного моря — в 2001 году попал в Испанию, затем Италию, Кипр, Грецию, остров Крит, Словению, в 2014 году — в Болгарию. Существуют предпосылки, что без эффективного контроля вид сможет заселить регионы, в которых культивируются пальмы. Также имеются сообщения об единичных случаях завоза вместе с пальмами в 2002 году в Западном Суссексе (Англия) и в 2006 году в Зутермере (Нидерланды).
В России инвазия вида впервые отмечена в 2014 году, когда при проведения фитосанитарного мониторинга были зафиксированы случаи повреждения и гибели пальм почкоплодника Форчуна и хамеропса низкого в нескольких районах Сочи (Адлерский, Хостинский, Центральный). В ходе проведенной экспертизы было установлено, что причиной гибели пальм стали гусеницы пальмового бурильщика. В начале 2016 года вид был отмечен на черешках и стволах финика канарского. К началу 2016 года официально было зафиксировано более 200 случаев гибели пальм в Сочи.
Инвазия в Европе и Сочи имеет исключительно антропогенное происхождение — вид прибыл на территорию этих регионов с посадочным материалом пальм, а затем начал естественно расселяться.

## Жизненный цикл
Является моновольтинным видом — развивается в одном поколении за год. Время лёта бабочек длится с середины мая по сентябрь, иногда до середины октября, достигая пика в июле. Продолжительность жизни бабочки составляет 2—4 недели. Бабочки активны в дневное время суток и проявляют хорошие лётные свойства, преодолевая расстояния до 25 км. Не питается на стадии имаго — бабочки живут за счёт запаса питательных веществ, накопленных на стадии гусеницы. Жизненный цикл обычно многолетний и длится 2—3 года, поскольку куколки в состоянии диапаузы могут находиться до двух лет.
Самка откладывает яйца группами на пальмовые волокна, обычно ближе к вершине кроны. Одна самка способна отложить около 150 яиц. Яйцо размером длиной 5 мм и диаметром 2 мм. Отличаются веретеновидной формой (напоминает рисовые зёрна) с приподнятыми продольными гребнями. Окраска только что отложенных яиц бледно-розовая, со временем они приобретают коричневый оттенок. Инкубационный период длится 2—3 недели.

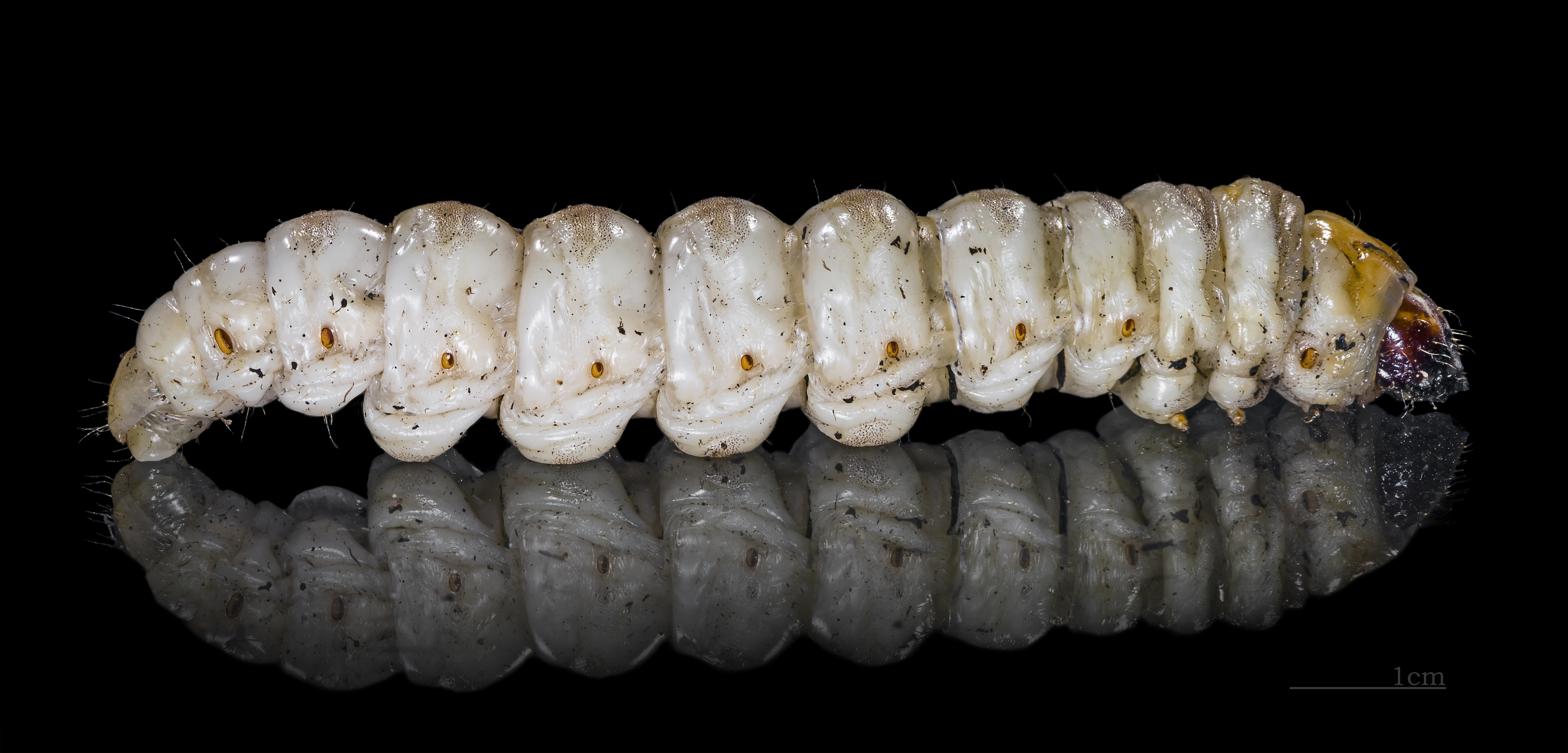
Гусеница

Гусеница первого возраста — розового цвета с крупной головой коричневого цвета, тремя парами грудных ног. В ходе своего развития гусеница проходит 9 возрастов. К концу своего развития она достигает в длину 6—7 см, максимально до 9 см, диаметра до 1,5 см. Её окраска становится грязно-белого цвета с рядами тёмно-коричневых пятен по бокам каждом сегменте. Голова коричневого цвета с мощными челюстям. Развитие гусеницы пальмового бурильщика длится от 11 до 19 месяцев.
Гусеницы — ксилофаги, ведут скрытый образ жизни, прогрызают ходы в стволах пальм. Вылупившиеся из яиц гусеницы пробуравливаются внутрь ствола, где начинают питаться древесиной, пробуравливая многочисленные галереи из ходов, поедают изнутри побеги, перфорируют листья, полностью разрушая сердцевину и уничтожая точку роста пальмы.
Гусеницы кормятся растениями из семейства Пальмовые (Arecaceae, Palmae): представителями родов Brahea, Jubaea, Sabal, Livistona, Latania, Chamaerops, Trachycarpus, Washingtonia, а также видов Trithrinax campestris, Butia yatay, Chamaerops humilis, Livistona decipiens, Livistona saribus, Livistona chinensis, Phoenix canariensis, Phoenix dactylifera, Phoenix reclinata, Trachycarpus fortunei, Washingtonia filifera, Syagrus romanzoffiana и др.
Гусеница является единственной зимующей стадией в Европе, при этом, внутри стволов поврежденных пальм можно одновременно найти гусениц практически всех возрастов.
Стадия предшествующая окукливанию занимает около 2,5 недель. На этом этапе гусеница перестаёт питаться и формирует из пальмовых волокон кокон, в котором и окукливается. Кокон коричневого цвета, длиной до 7 см. Он часто располагается в черешках пальмовых листьев. Куколка красно-коричневого цвета, глянцевая и блестящая, длиной 5—6 см. Стадия куколки длится от 6 до 10 недель. Пустые коконы после выхода из них бабочек можно обнаружить в любое время на протяжении периода вегетации пальм, так как они остаются на листьях или стволах пальм в местах вылета имаго, сохраняя продолжительное время и свои форму и объём.
|                                                    |  |                             |  |                       |
| Гусеница внутри хода, проделанного в стволе пальмы |  | Кокон, сплетённый гусеницей |  | Куколка внутри кокона |

## Вредитель
Южноамериканский пальмовый бурильщик — карантинный вид в ряде стран Европы. Будучи фитофагом, является вредителем пальм, а также сельскохозяйственным вредителем пальмовых плантаций в странах, возделывающих данные культуры. Гусеницы повреждают пальмы, вызывая деформацию кроны. Даже при малочисленном заселении пальм гусеницами, их жизнедеятельность приводит к аберрантному развитию пазушных листовых почек и появлению деформированных побегов. Отмечается отклонения в развитии вегетативных почек, искривление ствола. Повреждённые деревья увядают и вскоре усыхают. Также гусеницы способствуют появлению вторичных инфекций, ускоряя, тем самым процесс гибели дерева. Как правило, сам факт поражения растений становится очевиден лишь к моменту, когда растение уже необратимо повреждено.

### Методы борьбы
- Механический: сбор и уничтожение всех стадий жизненного цикла этого вида бабочек. Использование световых ловушек бесполезно, поскольку бабочки активны в дневное время суток. Отравленные приманки также бесполезны поскольку бабочки не питаются. При отсутствии у поврежденных пальм точки роста рекомендовано обязательное уничтожение растения.
- Биологический: использование паразитов, энтомофагов и энтомопатогенов (нематод, грибов, бактерий и вирусов). Возможно использование энтомопатогенной нематоды Steinernema carpocapsae против гусениц.
- Химический: опрыскивание крон и стволов пальм фосфорорганическими инсектицидами на основе хлорпирифоса 48 % в дозировке 200 мл на 10 л воды, в период от рождения гусениц с конца мая до октября, с частотой один раз в месяц. В качестве профилактики опрыскивание необходимо проводить дважды за вегетационный период — в середине июня и августа.

Контроль синтетическими феромонами сопряжён с трудностями, ввиду того, что самки вырабатывают феромоны в крайне малом объёме, действующие на малом расстоянии.